# Santa Ana (Panamá)
Santa Ana es un corregimiento del distrito de Panamá, ubicado en el centro urbano de la Ciudad de Panamá. Fue fundado el 29 de abril de 1915, fecha en la que, bajo la presidencia de Belisario Porras, la ciudad fue dividida en cuatro barrios (uno de ellos correspondiente a este corregimiento, junto a los de San Felipe, Calidonia y El Chorrillo).

## Toponimia
El corregimiento de Santa Ana le debe su nombre a un marqués llamado Santana, quien vivía a un costado de la plaza de Santa Ana.

## Historia

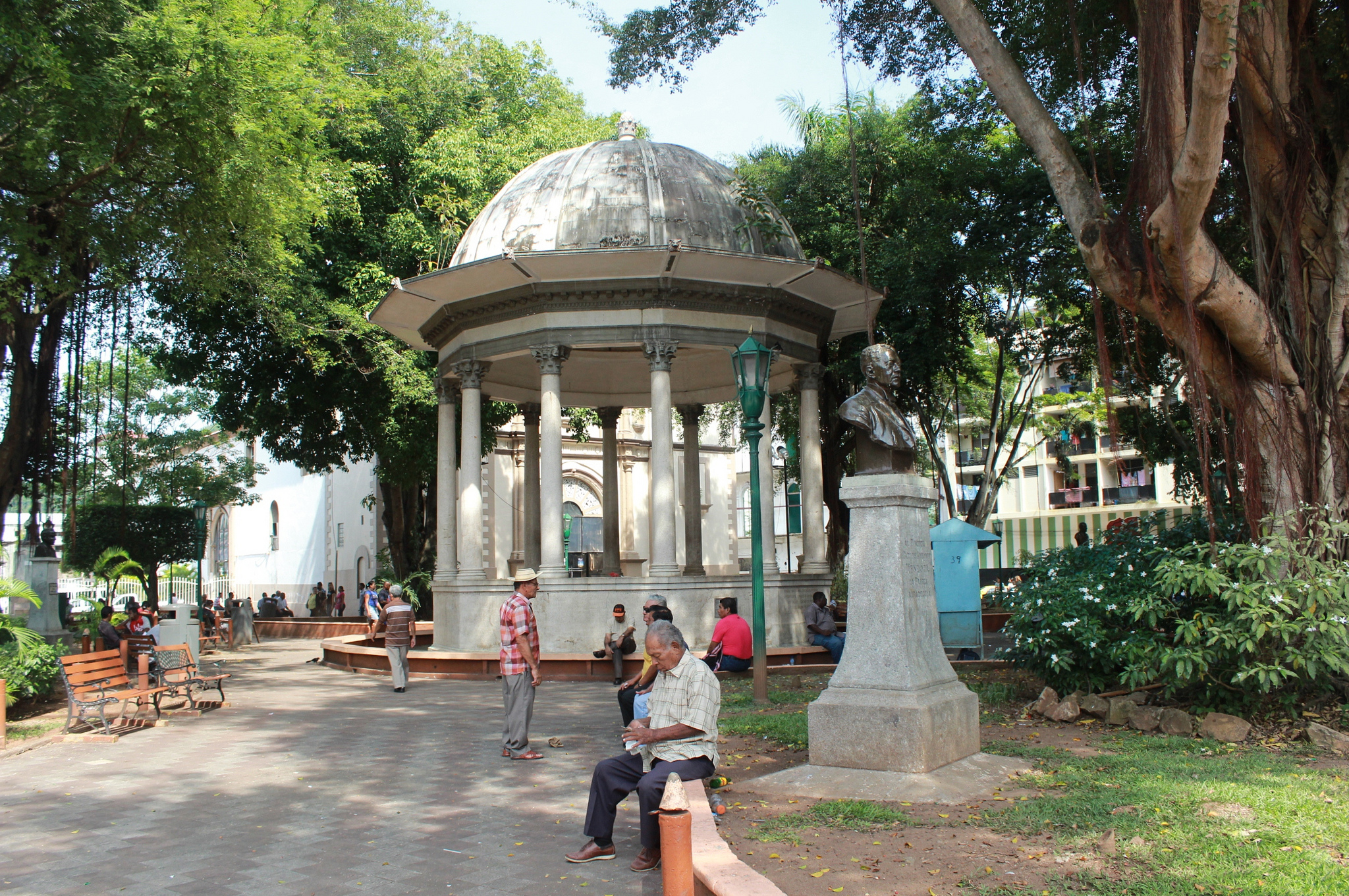
Parque de Santa Ana.

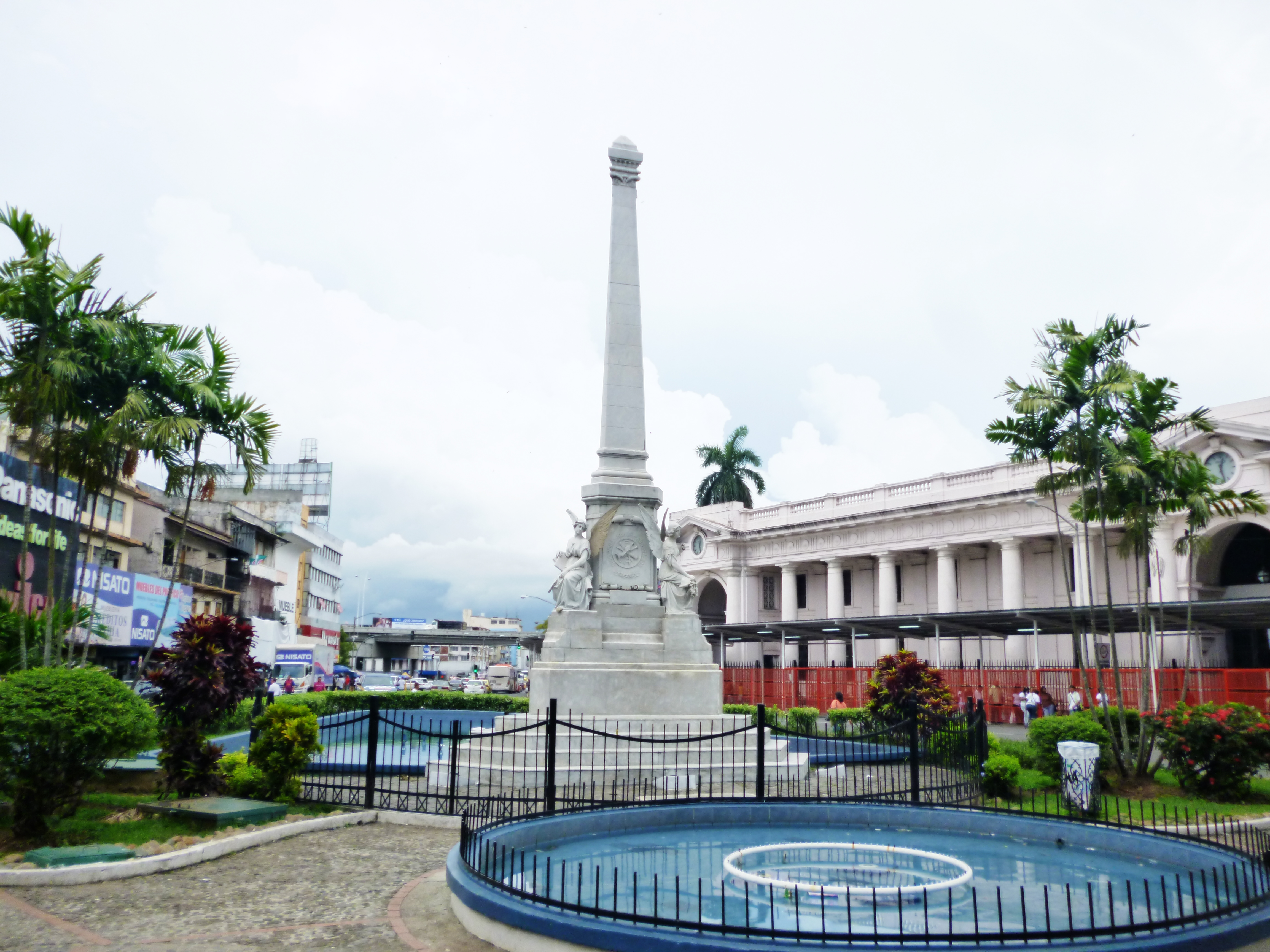
Plaza 5 de Mayo.

A mediados del siglo XVII, a unas 300 varas de la antigua Ciudad de Panamá, se alzó el suburbio de Malambo, donde quedó ubicada la "Ermita" consagrada a Nuestra Señora de Santa Ana, madre de la Virgen María, edificada por mandatos de la Corona Española en 1568.
Al ser destruida la Ciudad de Panamá en 1671 y reedificada la nueva, en 1673, las autoridades ordenaron el traslado de la Ermita a los predios del extramuro de la ciudad.
En 1678 se construye la "Ermita de Santa Ana" y a su alrededor se construyen viviendas de gente humilde.
A mediados del siglo XVIII, poblaron el arrabal, inmigrantes españoles. Durante la existencia de la ruta de oro, Santa Ana gozó del auge económico de la época, cuando muere la ruta, se sumerge en un letargo comercial, cultural y social.

## Actualidad

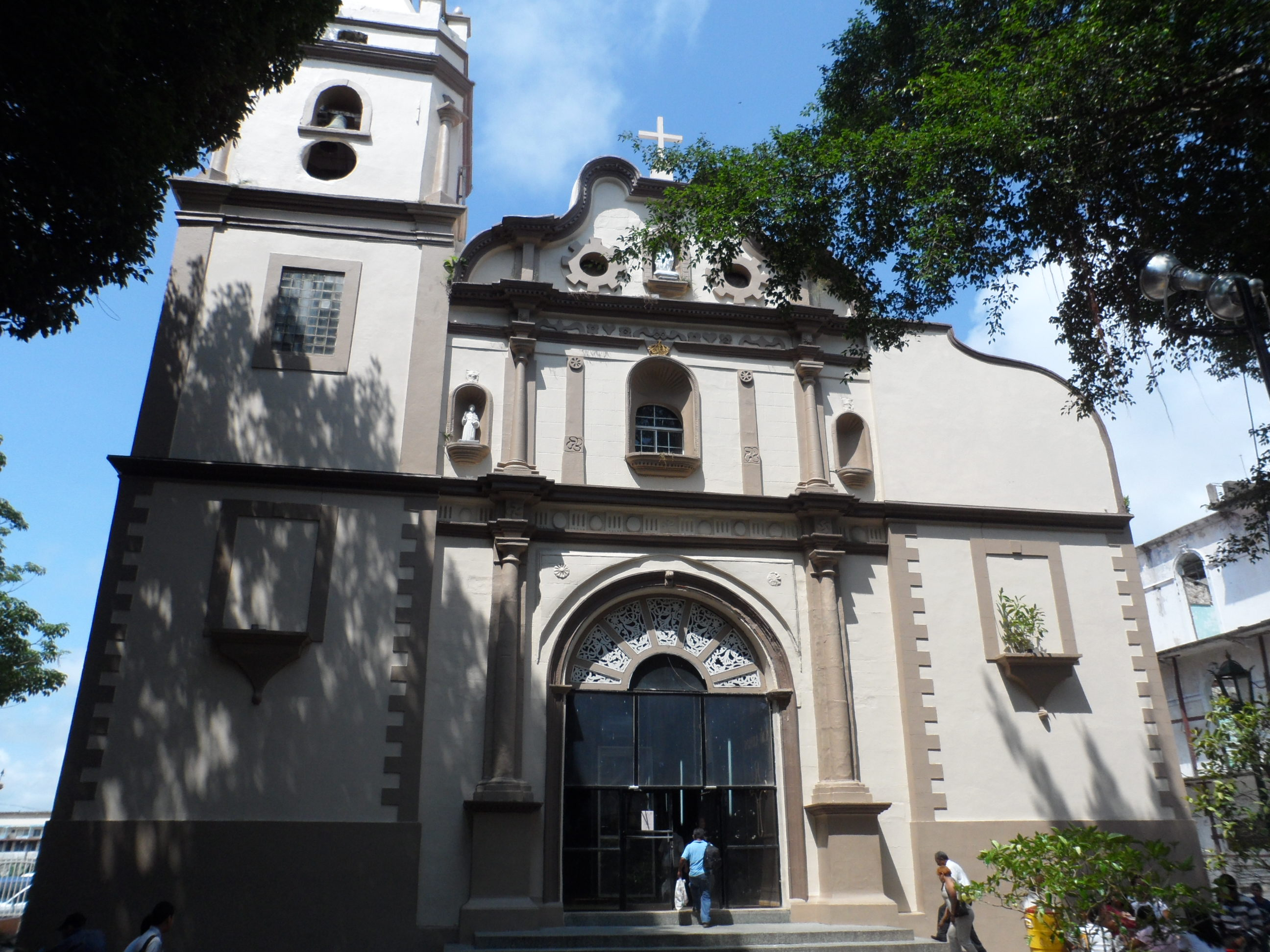
Iglesia de Santa Ana.

Actualmente, la Iglesia de Santa Ana sigue siendo una de las más importantes de la ciudad y su parque adjunto, uno de los de mayor movimiento.